# La Méridionale
La Méridonale ist eine private französische Fährgesellschaft, die 1931 gegründet wurde. Sie bedient von Marseille aus ganzjährig die korsischen Häfen von Ajaccio und Porto Vecchio sowie den marokkanischen Hafen von Tanger. Seit 2023 ist La Méridionale ein Tochterunternehmen von CMA CGM. La Méridionale ist die älteste Reederei, die Verbindungen nach Korsika betreibt. Im Jahr 2024 besaß die Reederei mit 258.000 nach Korsika transportierten Passagieren einen Marktanteil von 6,5 %.
La Méridionale ist offizieller Transportpartner des Africa Eco Race.

## Geschichte
La Méridionale wurde 1931 von Henri und Félix Rastit, unter dem Namen Compagnie Méridionale de Navigation (CMN) gegründet und fokussierte sich anfangs auf den Transport von Ölerzeugnissen sowie Stückgütern nach Korsika. Seit 1970 setzt die Reederei RoRo-Schiffe im Verkehr nach Korsika ein. 1988 baute CMN ihre Schiffe auf Wunsch der korsischen Transportbehörde zu RoPax-Schiffen um, damit auch Passagiere und ihre Fahrzeuge transportieren werden können.
Ab Ende der 1980er Jahre wurde zeitweise auch Porto Torres auf Sardinien angelaufen, um den Handel zwischen Korsika und Sardinien zu verbessern.
1992 stieg die STEF-Group bei CMN ein und übernahm das 1998 in La Méridionale umbenannte Unternehmen 2009 vollständig. Seit 2020 bietet die Reederei eine Verbindung zwischen Marseille und Tanger an. Im Mai 2023 wurde La Méridionale von der franzischen Reederei CMA CGM übernommen.
Im Jahr 2011 stattete die Reederei ihre gesamte Flotte mit dem REPCET-System zur Beobachtung und Verfolgung von Walen aus. Ab 2019 testete sie als erste weltweit den Einsatz von Partikelfiltern auf einem ihrer Schiffe, der Piana und stattete alle Motoren des Schiffes 2022 mit Filtern aus.

## Flotte
La Méridionale betreibt vier RoPax-Schiffe. Die Schiffe fahren unter französischer Flagge. Der Heimathafen der Massalia ist Marseille, bei den anderen drei Fähren ist es Bastia.
| Schiff   | Bild | In Dienst bei La Méridionale seit | Maße       | Maße     | Maße    | Kapazitäten | Kapazitäten | Kapazitäten | Kapazitäten | Geschwindigkeit |
| Schiff   | Bild | In Dienst bei La Méridionale seit | Vermessung | Länge    | Breite  | Passagiere  | Kabinen     | Sessel      | Pkw         | Geschwindigkeit |
| -------- | ---- | --------------------------------- | ---------- | -------- | ------- | ----------- | ----------- | ----------- | ----------- | --------------- |
| Piana    |      | 2011                              | 42.180 BRZ | 180 m    | 30,6 m  | 750         | 200         | 50          | 200         | 23,9 kn         |
| Kalliste |      | 1993                              | 30.718 BRZ | 165,25 m | 29,25 m | 550         | 160         | 50          | 160         | 19 kn           |
| Girolata |      | 2002                              | 28.417 BRZ | 177,3 m  | 27 m    | 650         | 196         | 133         | 160         | 23 kn           |
| Massalia |      | Juni 2025                         | 27.508 BRZ | 161 m    | 26 m    | 1700        | 217         | 322         | 492         | 20,5 kn         |

### Zukünftige Schiffe
La Méridionale lässt zwei RoPax-Schiffe in China bauen, die 2027 als Albanova und Azura in Dienst gestellt werden sollen.

### Ehemalige Schiffe (Auswahl)
(Quelle: )
- Ville De Bastia (1970–1979)
- Ville De Corte (1973–1989)
- Porto Cardo (1980–1999)
- Santa Regina (1985–2002)
- Girolata (1989–1993)
- Scandola (1999–2015)
- Pelagos (2020–2025)[13]

## Routen
La Méridionale bietet pro Woche zwölf Überfahrten nach Korsika, im Rahmen von Subventionen, und vier nach Marokko. Alle ganzjährigen bedienten Routen starten oder enden im Marseille Europort, dem Hafen von Marseille.
| Route                   | Fahrzeit  | Seemeilen | Eingesetzte Schiffe | Anmerkung                        |
| ----------------------- | --------- | --------- | ------------------- | -------------------------------- |
| Marseille–Ajaccio       | 12h 30min | 178       | Piana               | ganzjährig                       |
| Marseille–Porto Vecchio | 14h       | 246       | Girolata            | ganzjährig                       |
| Marseille–Tanger        | 40h       |           | Massalia,(Kalliste) | ganzjährig                       |
| Marseille–Nador         | 40h       |           | Kalliste            | Saisonal 1. Juni – 30. September |

### Ehemalige Routen
- Marseille–Propriano–Porto Torres (1980er-2020)
- Marseille-Calvi/Ile Rousse
- Marseille–Bastia
- Barcelona-Tanger (2022–2023)
- Toulon-Ile Rousse-Livorno[20] (2024)